# 五井 (市原市)
五井（ごい）は、千葉県市原市の五井地区にある大字。郵便番号は、290-0056。

## 概要
市原市の五井地区に位置する。区画整理事業を実施した場所は町丁字が分離新設されているため、五井字が残る地域は非計画的なビル及び住宅の配置となっている。分離した町丁字は五井中央東、五井中央西、五井中央南、五井東、五井西である。字西部を養老川が通る。

## 地理

### 河川
- 養老川

### 地価
2023年（令和5年）1月1日現在の地価公示は以下の通りである。
- 五井字中田6362番地26 - 72,200円/m2（国土交通省地価公示）[7]
- 五井字下川原890番地3 - 60,300円/m2（都道府県地価調査）[8][注釈 1]
- 五井字下新道2235番地13 - 74,100円/m2（都道府県地価調査）[9][注釈 1]
- 五井字新場5831番地41 - 67,000円/m2（都道府県地価調査）[10][注釈 1]
- 五井9093番地1外 - 37,500円/m2（都道府県地価調査）[11][注釈 1]

### 隣接町丁字
北は五井海岸、北東は五井金杉、東は君塚、南東は五井中央西・五井中央南、南は飯沼、南西は出津、西は玉前・五井西・岩崎とそれぞれ接する。また、飛地が複数存在し、これらは出津・松ケ島・岩野見・更級と接する。

## 歴史

### 沿革
- 1963年（昭和38年）5月1日 - 市原市市制を施行により五井町の一部から市原市の一部へ。
- 2019年（令和元年）9月9日 - 令和元年房総半島台風の強風によりゴルフ練習場市原ゴルフガーデンの鉄製支柱が複数本倒れ、隣接する住宅20棟以上が屋根・建物の損害を被り重傷者1名が出た（市原ゴルフガーデン鉄柱倒壊事故）[13][14][15]。
- 2020年（令和2年）6月13日 - 土地区画整理事業による換地処分により、五井中央西を追加分離及び五井中央南を新規分離[16]。

## 世帯数と人口
2023年（令和5年）4月1日現在の世帯数と人口は以下の通りである。
| 町丁字 | 世帯数    | 人口     | 人口    | 人口   | 人口     | 人口     | 人口    | 人口   | 世帯人員 |
| 町丁字 | 世帯数    | 総数     | 若年    | 若年   | 生産年齢 | 生産年齢 | 老年    | 老年   | 世帯人員 |
| ------ | --------- | -------- | ------- | ------ | -------- | -------- | ------- | ------ | -------- |
| 五井   | 7,013世帯 | 13,860人 | 1,563人 | 11.28% | 8,963人  | 64.67%   | 3,334人 | 24.05% | 1.98人   |

## 通学区域
市立小学校・市立中学校と県立高等学校の通学区域は以下の通りである。
| 町丁字 | 番地 | 小学校             | 中学校             | 県立高校 |
| ------ | ---- | ------------------ | ------------------ | -------- |
| 五井   | 一部 | 市原市立京葉小学校 | 市原市立五井中学校 | 第9学区  |
| 五井   | 一部 | 市原市立五井小学校 | 市原市立五井中学校 | 第9学区  |
| 五井   | 一部 | 市原市立若葉小学校 | 市原市立若葉中学校 | 第9学区  |
| 五井   | 一部 | 市原市立白金小学校 | 市原市立若葉中学校 | 第9学区  |

## 施設
- 五井病院
- 出津広場
- 市原市立若葉小学校
- 市原市立若葉中学校
- 市原市立五井中学校
- 市原保健所
- 五井幼稚園
- やまと幼稚園
- 五井グランドホテル
- せんどう五井中央店
- 市原若葉郵便局
- しげのや五井店

## 交通

### 鉄道
駅はないが、最寄りは、五井駅である。

### バス
- 運行会社　小湊鉄道塩田営業所[18]

| 系統             | 経由       | 行き先         | 備考 |
| ---------------- | ---------- | -------------- | ---- |
| 五22             |            | 五井駅西口     |      |
| 八21             | 五井駅西口 | 姉 崎 (別荘下) |      |
| 八22             | 五井駅西口 | 姉ヶ崎駅東口   |      |
| 八20、八21、八22 |            | 八幡宿駅西口   |      |
| 五22             | 市原市役所 | 山倉こどもの国 |      |

### 道路
- 千葉県道24号千葉鴨川線
- 市道5号八幡新田線（白金通り）[19]